# São José de Ubá
São José de Ubá é um município brasileiro do estado do Rio de Janeiro. Em 2014, a população aferida pela estimativa do IBGE foi de 7 175 habitantes. Os nascidos na cidade recebem a denominação de ubaenses.

## Política

### Ceasa
Em 6 de abril de 1978 foi inaugurado no município o Mercado do Produtor do Norte Fluminense com o objetivo de servir de entreposto aos produtores de toda a região Noroeste Fluminense para escoamento de seus produtos aos grandes centros como Rio de Janeiro e São Paulo. O período de safra da produção de tomate na região ocorre nos meses de maio a outubro.

## Geografia
O relevo do município caracteriza-se por apresentar dois tipos distintos de formação. Uma parte do seu território é formada por morros rebaixados e arredondados provavelmente em decorrência de processos erosivos que desgastaram gradativamente o terreno dando origem a vales encaixados nas linhas de falhas e algumas baixadas. A outra parte é formada por um relevo ondulado com escarpas íngremes com altitudes que chegam a 930m no Pontão do Sinal localizado na Serra da Boa vista na divisa com o Município de Miracema onde estão instaladas várias antenas que transmitem sinal de rádio, televisão, e telefone para toda a região. A área localizada no limite entre os Municípios de São José de Ubá e Cambuci é outra que possui o mesmo aspecto de relevo.